# Bernard Gert

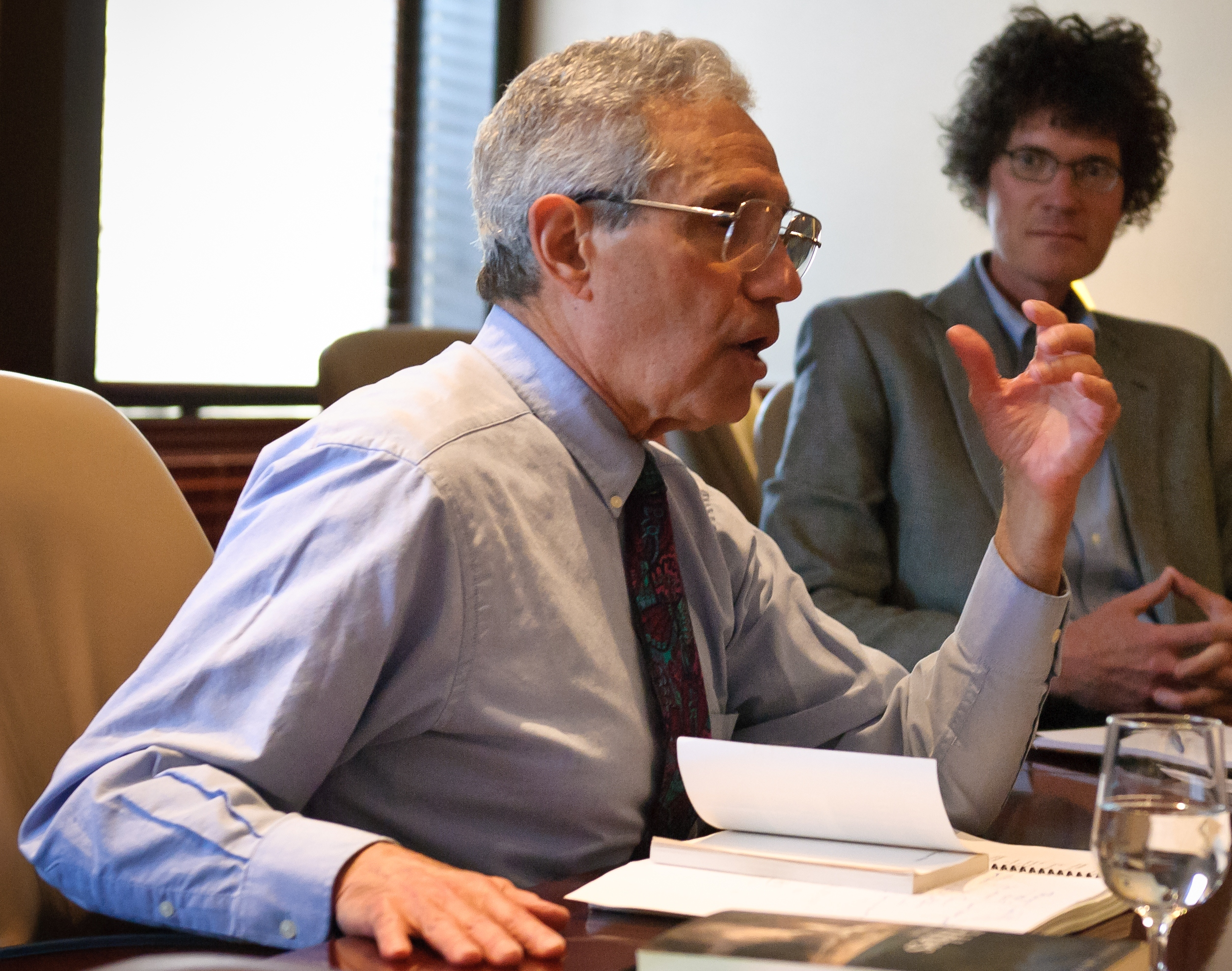
Bernard Gert 2011

Bernard Gert (* 16. Oktober 1934 in Cincinnati; † 24. Dezember 2011) war ein US-amerikanischer Moralphilosoph. 
Gert studierte Philosophie und promovierte über die Moralphilosophie und politische Philosophie von Thomas Hobbes. Seit 1959 lehrte Gert am Dartmouth College Philosophie und war seit 1976 auch an der medizinischen Fakultät als außerplanmäßiger Professor für Psychiatrie tätig. 1970 erschien die erste Fassung seiner Moraltheorie mit dem Titel The Moral Rules. Überarbeitete Versionen seiner Theorie veröffentlichte er 1988 als Morality. A New Justification of the Moral Rules und 1998 sowie 2005 als Morality. Its Nature and Justification. 

## Ethik
Bernard Gert geht von einem als gemeinsame Moral bezeichneten Moralsystem aus, das die Menschen oft unbewusst anwenden, wenn sie moralische Entscheidungen treffen oder Urteile fällen, die die Moral betreffen. Er sieht keinen zwingenden Grund, dieses Moralsystem durch ein besseres zu ersetzen. Der Kern der Moral setzt sich laut Bernhard Gert aus zehn moralischen Regeln zusammen:
1. Du sollst nicht töten
2. Du sollst keine Schmerzen verursachen
3. Du sollst nicht unfähig machen
4. Du sollst nicht Freiheit oder Chancen entziehen
5. Du sollst nicht Lust entziehen
6. Du sollst nicht täuschen
7. Du sollst deine Versprechen halten
8. Du sollst nicht betrügen
9. Du sollst dem Gesetz gehorchen
10. Du sollst deine Pflicht tun

## Werke
- Die moralischen Regeln. Frankfurt am Main. Suhrkamp 1983 (engl.: The Moral Rules: A New Rational Foundation for Morality. New York 1966)
- Morality: A New Justification of the Moral Rules, Oxford University Press, 1988.
- Morality: Its Nature and Justification, Oxford University Press, 1998. Revised Edition, Oxford University Press, 2005.
- Common Morality: Deciding What to Do, Oxford University Press, 2004.
- Bioethics: A Systematic Approach, 2nd Edition, Oxford University Press, 2006
- Hobbes: Prince of Peace, Polity Press, 2010.